# Masa San Antonio

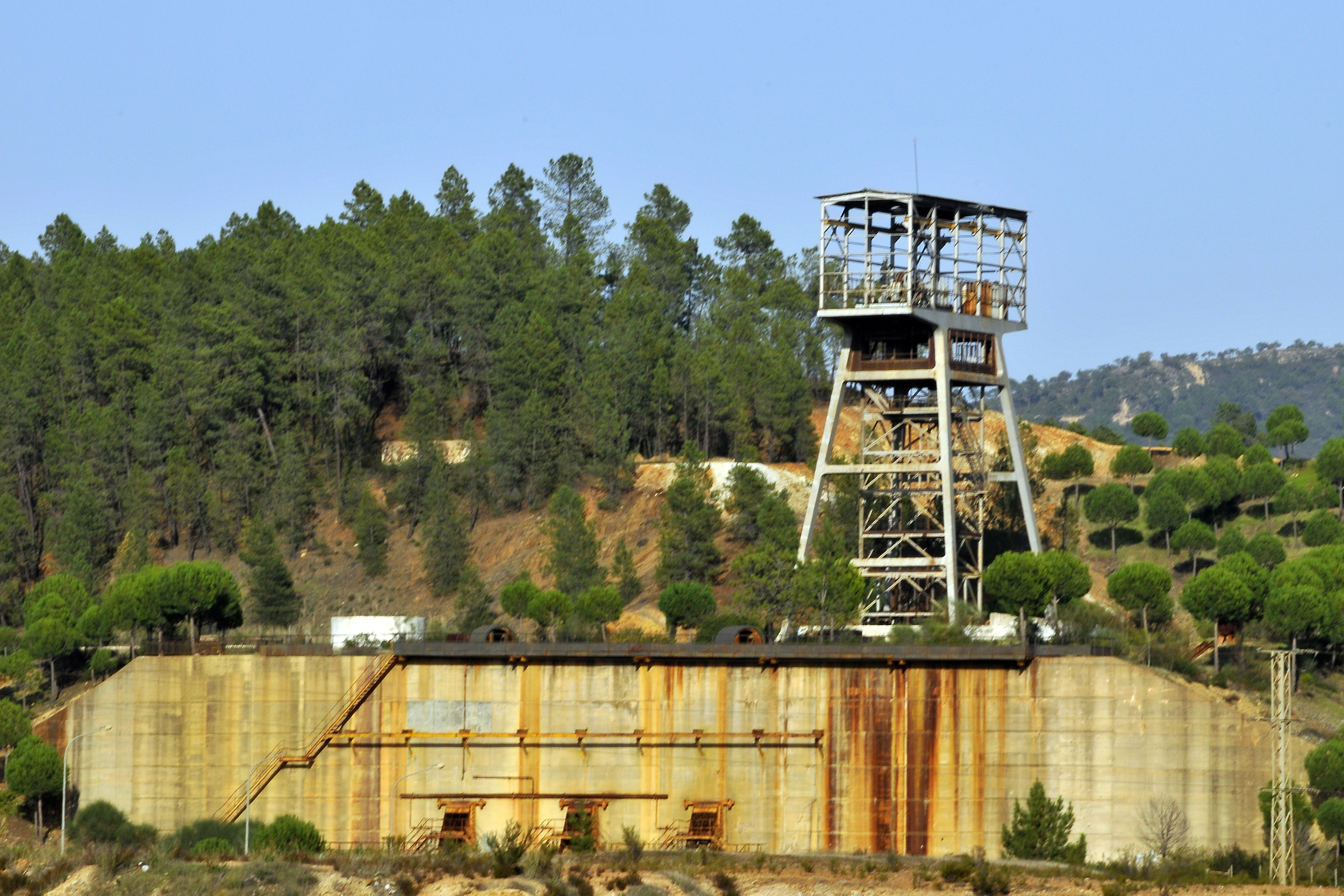
Vista del Pozo Rotilio, en 2014.

La Masa San Antonio, también denominada Nueva Masa Planes, es una masa mineral localizada en la cuenca minera de Riotinto-Nerva, dentro de la provincia de Huelva (España). Esta formación mineral fue descubierta y puesta en explotación durante la segunda mitad del siglo XX, aunque actualmente se encuentra inactiva.

## Historia
La masa mineral San Antonio fue descubierta durante unos trabajos de exploración que emprendió la Compañía Española de Minas de Río Tinto (CEMRT) entre 1960 y 1962. La explotación del yacimiento se inició algunos años después y se realizó mediante dos pozos, Rotilio y Acceso, situados en los extremos oeste y este de la masa respectivamente. Ambos pozos se encontraban conectados entre sí a través de planos inclinados, actuando el Pozo Acceso como auxiliar. También se levantó una planta piloto para llevar a cabo diversos ensayos y pruebas de la concentración del mineral. Todas estas instalaciones se encontraban situadas a las afueras de la población de Nerva. Las labores de extracción en el Pozo Rotilio llegaron a alcanzar una profundidad de 400 metros. Transcurrido un tiempo se comprobó la complejidad de los sulfuros masivos explotados, lo que hacía poco rentable su explotación. En 1980 se abandonaron los trabajos mineros en la zona de San Antonio.
A comienzos de la década de 2020 la empresa Atalaya Mining proyectaba la explotación de la masa San Antonio.